# Maoridrilus gravus
Maoridrilus gravus är en ringmaskart som beskrevs av Lee 1959. Maoridrilus gravus ingår i släktet Maoridrilus och familjen Acanthodrilidae. Inga underarter finns listade i Catalogue of Life.